# Lilla Kisjön
Lilla Kisjön är en sjö i Hagfors kommun i Värmland och ingår i Göta älvs huvudavrinningsområde. Sjön är 4 meter djup, har en yta på 0,0962 kvadratkilometer och är belägen 280,2 meter över havet. Lilla Kisjön ligger i Fräkensjömyrarna Natura 2000-område.

## Delavrinningsområde
Lilla Kisjön ingår i det delavrinningsområde (667184-139485) som SMHI kallar för Utloppet av Storsjön. Medelhöjden är 287 meter över havet och ytan är 43,2 kvadratkilometer. Räknas de 4 avrinningsområdena uppströms in blir den ackumulerade arean 101,25 kvadratkilometer. Laggälven (Sandsjöälven) som avvattnar avrinningsområdet har biflödesordning 3, vilket innebär att vattnet flödar genom totalt 3 vattendrag innan det når havet efter 376 kilometer. Avrinningsområdet består mestadels av skog (70 procent) och sankmarker (14 procent). Avrinningsområdet har 5,69 kvadratkilometer vattenytor vilket ger det en sjöprocent på 13,2 procent.